# Swieringapolder
De Swieringapolder is een voormalig waterschap in de provincie Groningen.
De polder lag ten westen van Ten Boer (de plaats lag in 1910 zelfs grotendeel in het gebied). De noordoostgrens was de huidige Wigboldstraat, de zuidoostgrens liep op 350 m evenwijdig aan de Stadsweg, de zuidwestgrens lag een à twee percelen ten noordoosten van de Langelandsterweg en de noordwestgrens was de Stadsweg. Het schap was zo'n 1200 m lang en zo'n 350 m breed. Het grootste deel van de polder wordt nu ingenomen door het Ten Boersterbos. De molen van de polder stond in Ten Boer en sloeg uit op de in de jaren 90 gedempte Schipsloot of Tenboersterdiep.
Waterstaatkundig gezien ligt het gebied sinds 2000 binnen dat van het waterschap Noorderzijlvest.

## Naam
De Swieringapolder moet overigens niet verward worden met de Swieringa's polder.